# Route européenne 853
Pour les articles homonymes, voir Route 853.
La route européenne 853 est une route reliant Ioannina à Kakavia, à la frontière albanaise.